# Gram (Danemark)
Pour les articles homonymes, voir Gram.
Gram est une ville de la commune de Haderslev, dans le Jutland, au Danemark.

## Géographie

### Démographie
La population était de 2 526 habitants en 2016.

## Équipement
On y trouve une des plus grandes centrales solaires thermiques du monde, possédant 44 000 m2 de capteurs.